# Матилда Де Анджелис
Матилда Де Анджелис (Matilda De Angelis, родена на 11 септември 1995 г.) е италианска актриса и певица. Добива популярност с участието си във филмите „Италианска надпревара“, „Наградата“, както и телевизионния минисериал „Отмяна“.

## Кариера
Започва да свири на китара и цигулка на 13-годишна възраст. Тя учи в Природонаучна гимназия „Енрико Ферми“ в Болоня.
През 2011 г. Де Анджелис започва да пее в групата Румба де Бодас.  Групата записва албум Karnaval Fou, който излиза през 2014 г.
През 2015 г. тя е забелязана от режисьора Матео Ровере, който и предоставя главна роля във филма „Италианска надпревара“ (2016). Според Де Анджелис, Ровере „е видял някои от моите снимки във Facebook и е поискал да се срещне с мен, защото те са търсили за главна роля в този нов филм, а режисьорът не е искал да разчита на професионална актриса, защото се нуждае от специфичен диалект от определен регион в Италия (Емилия Романя). И така, отидох на прослушването и след това той ми каза: „Трябва да го направиш отново, но със сценарий“ и имах три или четири прослушвания след това и тогава получих ролята“. За дебютната си роля Де Анджелис беше номинирана на наградите 2017 Дейвид ди Донатело за най-добра актриса; тя също така написа и изпя песента на филма „Seventeen“, която получи номинация за най-добра оригинална песен на същия конкурс. Тя също беше отличена с награда Flaiano и награда Nastro d'argento за най-добър дебют.
През 2017 г. тя изиграва ролята на Брития в комедията „Наградата“ на Алесандро Гасман.  През 2018 г. тя участва в драматичния филм Youtopia, където играе тийнейджърка, която продава девствеността си онлайн, за да спаси семейството си. През 2020 г. тя участва в основния състав на телевизионния минисериал на HBO The Undoing и участва в оригиналния филм на Netflix Розов остров, режисиран от Сидни Сибилия.
Тя ще участва заедно с Лиев Шрайбер в предстоящата екранизация на романа на Ърнест Хемингуей „Отвъд реката и в дърветата“ 

## Филмография

### Филм
| Година  | Заглавие                        | Роля              | Бележки              |
| ------- | ------------------------------- | ----------------- | -------------------- |
| 2016 г. | Италианска надпревара           | Джулия Де Мартино | Водеща роля          |
| 2017 г. | Семейство                       | Стела             | Поддържаща роля      |
| 2017 г. | Цената                          | Брита             | Главна роля          |
| 2018 г. | Ютопия                          | Матилде           | Водеща роля          |
| 2018 г. | Безразсъден                     | Соледад Аграманте | Водеща роля          |
| 2019 г. | Аз ragazzi dello Zecchino d'oro | Мариеле Вентре    | ТВ филм, главна роля |
| 2020 г. | Божествена                      | Мария             | Водеща роля          |
| 2020 г. | Розов остров                    | Габриела          | Главна роля          |

### Телевизионен сериал
| Година      | Заглавие            | Роля                | Бележки     |
| ----------- | ------------------- | ------------------- | ----------- |
| 2015 – 2018 | Tutto può succedere | Амбра Скалвино      | 42 епизода  |
| 2020 г.     | Отмяна              | Елена Алвес         | Главна роля |
| 2021        | Леонардо            | Катерина да Кремона | Главна роля |

### Музикални видеоклипове
| Година  | Заглавие           | Изпълнител (и) |
| ------- | ------------------ | -------------- |
| 2016 г. | „Tutto qui accade“ | Неграмаро      |
| 2018 г. | „Felicità puttana“ | Thegiornalisti |

## Външни връзки
- Matilda De Angelis в  Internet Movie Database